# Beaumont-la-Ronce
Pour les articles homonymes, voir Beaumont.
Beaumont-la-Ronce est une ancienne commune française située dans le département d'Indre-et-Loire, en région Centre-Val de Loire.

## Histoire
En 402[réf. nécessaire], saint Armel se construisit un ermitage sur une colline couverte de ronces (ceci est la légende…), là où plus tard fut bâti le village de Bellus Mons de Runcia, Beaumont-la-Ronce au XIIe siècle.
Le 1er janvier 2017, Beaumont-la-Ronce fusionne avec Louestault au sein de la nouvelle commune de Beaumont-Louestault dont elle devient le chef-lieu.

## Politique et administration
| Période                                  | Période          | Identité         | Étiquette | Qualité                                                      |
| ---------------------------------------- | ---------------- | ---------------- | --------- | ------------------------------------------------------------ |
| av.1958                                  | ?                | Marcel Granier   | UNR       | Commerçant, suppléant du député Louis Jouhanneau (1958-1962) |
| Les données manquantes sont à compléter. |                  |                  |           |                                                              |
| mars 2001                                | 2014             | Gérard Martineau |           |                                                              |
| mars 2014                                | 31 décembre 2016 | Jean-Paul Robert | DVD       | Agriculteur retraité                                         |

## Démographie
L'évolution du nombre d'habitants est connue à travers les recensements de la population effectués dans la commune depuis 1793. À partir du 1er janvier 2009, les populations légales des communes sont publiées annuellement dans le cadre d'un recensement qui repose désormais sur une collecte d'information annuelle, concernant successivement tous les territoires communaux au cours d'une période de cinq ans. 
Pour les communes de moins de 10 000 habitants, une enquête de recensement portant sur toute la population est réalisée tous les cinq ans, les populations légales des années intermédiaires étant quant à elles estimées par interpolation ou extrapolation. Pour la commune, le premier recensement exhaustif entrant dans le cadre du nouveau dispositif a été réalisé en 2007,.
En 2014, la commune comptait 1 224 habitants, en évolution de +5,79 % par rapport à 2009 (Indre-et-Loire : +2,63 %, France hors Mayotte : +2,49 %).
| 1793  | 1800  | 1806  | 1821  | 1831  | 1836  | 1841  | 1846  | 1851  |
| ----- | ----- | ----- | ----- | ----- | ----- | ----- | ----- | ----- |
| 1 612 | 1 545 | 1 619 | 1 620 | 1 681 | 1 660 | 1 525 | 1 440 | 1 411 |

| 1856  | 1861  | 1866  | 1872  | 1876  | 1881  | 1886  | 1891  | 1896  |
| ----- | ----- | ----- | ----- | ----- | ----- | ----- | ----- | ----- |
| 1 316 | 1 232 | 1 222 | 1 135 | 1 134 | 1 143 | 1 158 | 1 152 | 1 220 |

| 1901  | 1906  | 1911  | 1921  | 1926 | 1931 | 1936 | 1946 | 1954  |
| ----- | ----- | ----- | ----- | ---- | ---- | ---- | ---- | ----- |
| 1 265 | 1 182 | 1 129 | 1 020 | 998  | 978  | 930  | 941  | 1 025 |

| 1962  | 1968  | 1975  | 1982  | 1990 | 1999 | 2007  | 2012  | 2014  |
| ----- | ----- | ----- | ----- | ---- | ---- | ----- | ----- | ----- |
| 1 045 | 1 041 | 1 046 | 1 040 | 901  | 994  | 1 132 | 1 187 | 1 224 |

## Culture locale et patrimoine

### Lieux et monuments

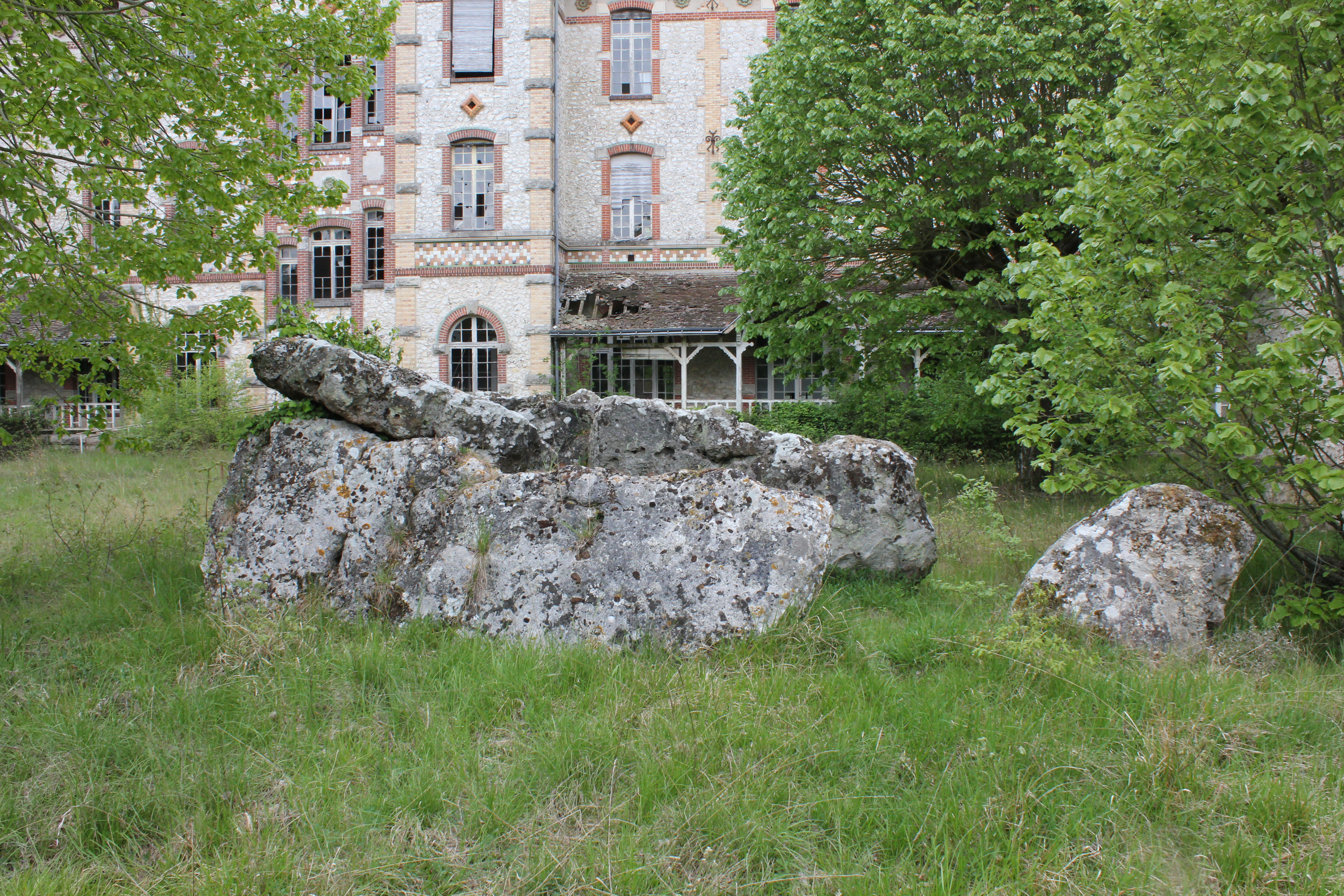
Le dolmen de la Pierre Levée.

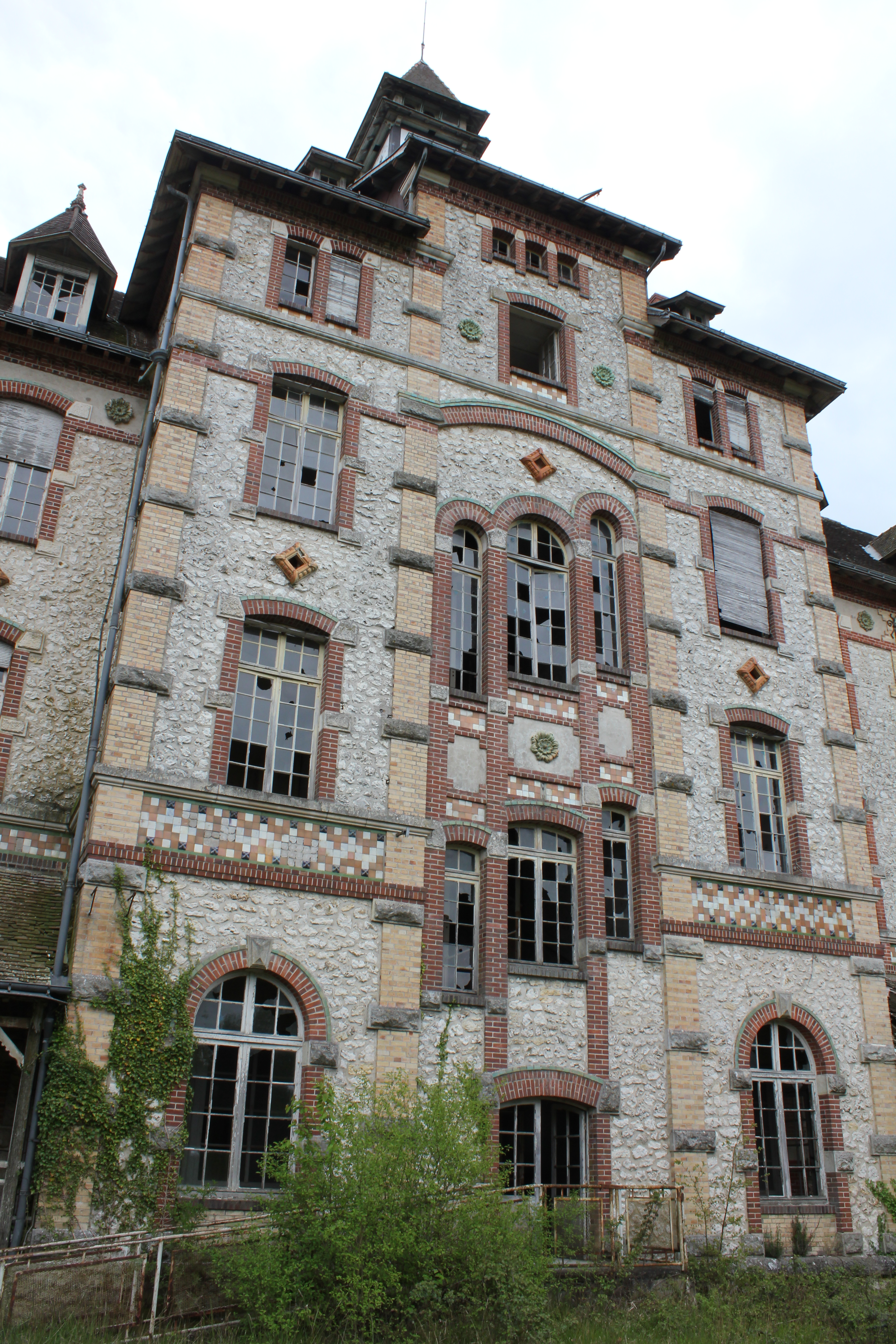
L'orphelinat de la Haute-Barde, en 2014, à l'abandon.

- Château de Beaumont-la-Ronce.

Dans cette commune siège un château appartenant à la même famille depuis le XVIIe siècle. Ronsard chanta le donjon carré du XIIIe siècle. Il fut par la suite très remanié et perdit un étage et son chemin de ronde. À ce donjon, fut ajouté au XVIe siècle une tour à huit « pans » en briques. En 1691, Claude Bonnin de la Bonnière acquit Beaumont qui fut érigé en marquisat en 1757.
Entre 1874 et 1880, le château de Beaumont s'augmenta d'une aile rappelant l'époque Louis XII, sous la direction de Gustave Guérin, et Charles Guérin, son fils, architectes à Tours.
Pierre de Beaumont, propriétaire actuel, est un descendant direct.
- Menhir de Montifray appelé aussi pierre du Pont-Champion est classé parmi les Monuments historiques : arrêté du 25 juin 1943.
- Domaine de la Haute-Barde : il s'agit d'un ancien orphelinat, dont le nom était « Orphelinat de l'avenir du prolétariat », ensuite transformé en hospice, ce bâtiment n'est plus a l'abandon, il est d'ailleurs sous vidéo-Surveillance et les travaux de rénovation vont débuter courant 2024.
- Dolmen de la Pierre Levée.

Le dolmen dit la Pierre levée est classé parmi les Monuments historiques : liste de 1889. Le dolmen est situé juste devant l'entrée arrière de l'orphelinat de la Haute-Barde.
- Église Saint-Martin.
- Manoir de la Cantinière.
- Circuit historique du bourg.
- Visites commentées des lieux où passa Ronsard.

### Personnalités liées à la commune

#### Nées dans la commune
- Jacques Bonne-Gigault de Bellefonds (1698-1746), religieux.
- Marc Antoine de Beaumont (1763-1830), général français de la Révolution.
- Eugène Bonnin de La Bonninière de Beaumont (1778-1848), chef militaire chouan et officier français, né le 20 novembre 1778 à Beaumont-la-Ronce.

#### Liées à la commune
- René Fillet (1921-1996), bibliothécaire, maire de la commune de 1983 à 1989.
- Yves Chauvin (1930-2015), prix Nobel de chimie